# Chorinaeus rhenanus
Chorinaeus rhenanus là một loài tò vò trong họ Ichneumonidae.